# کلاس نخبگان
کلاس نخبگان (ژاپنی: ようこそ実力至上主義の教室へ هپبورن: Yōkoso Jitsuryoku Shijō Shugi no Kyōshitsu e) مجوعه لایت ناول ژاپنی است که توسط شوگو کینوگاسا نوشته شده و به‌وسیلهٔ شونساکو توموسه تصویرگری شده که از مه ۲۰۱۵ تا سپتامبر ۲۰۱۹ تحت عنوان MF Bunko J از مدیا فکتوری منتشر شده که دنباله‌ای به نام «کلاس نخبگان: سال ۲» در ژانویه ۲۰۲۰ شروع به انتشار کرده است. اقتباس مانگایی توسط یویو ایچینو در ۲۷ ژانویه ۲۰۱۶ پخش سریال‌های خود را در کمیک ماهانه مدیا فکتوری آغاز کرد. یک اقتباس مانگا از سریال رمان لایت دنباله‌ای که توسط شیئا ساسانه به تصویر کشیده شده بود، در ۲۵ دسامبر ۲۰۲۱ در همان مجله پخش شد.
مجموعه تلویزیونی انیمه اقتباس شده از این اثر توسط استودیوی Lerche با فصل اول در سال ۲۰۱۷ پخش شد و فصل دوم در ژوئیه ۲۰۲۲ و فصل سوم در سال ۲۰۲۳ منتشر شدند.

## داستان
در آینده‌ای دور، دولت ژاپن مدرسه پرورش پیشرفته متروپولیتن توکیو را تأسیس کرده است که به آموزش و پرورش نسلی از افرادی که در آینده از کشور حمایت خواهند کرد اختصاص داده شده است. به دانش‌آموزان درجه بالایی از آزادی داده می‌شود تا از نزدیک زندگی واقعی را تقلید کنند.
داستان از دیدگاه Kiyotaka Ayanokōji پیروی می‌کند، پسری آرام و بی ادعا، که در دوست یابی خوب نیست و ترجیح می‌دهد فاصله خود را حفظ کند، اما دارای هوش بی‌نظیری است. او دانش‌آموز کلاس D است، جایی که مدرسه دانش آموزان پایین‌تر خود را رها می‌کند. پس از ملاقات سوزون هوریکیتا و کیکیو کوشیدا، دو دانش‌آموز دیگر در کلاسش، اوضاع شروع به تغییر می‌کند و او شروع به درگیر شدن در بسیاری از امور می‌کند و فکرش دربارهٔ زندگی عادی دبیرستانی ایده‌آل شروع به پراکنده شدن می‌کند.

## رسانه‌ها

### رمان‌های سبک

#### کلاس نخبگان
این مجموعه توسط شوگو کینوگاسا با تصاویری از شونساکو توموسه با مجموع یازده جلد و سه جلد کوتاه از ۲۵ مه ۲۰۱۵ تا ۲۵ سپتامبر ۲۰۱۹ با چاپ MF Bunko J از مدیا فکتوری منتشر شده است. سون سیز انترتیمنت مجوز این سریال را صادر کرده است. در ۱۷ فوریه ۲۰۲۱، Seven Seas اعلام کرد که نسخه جدیدی از جلد هفت را به دلیل تصمیمات محلی سازی در نسخه اصلی و حذف چندین پاراگراف منتشر کرده است.

#### کلاس نخبگان: سال دوم
یک سری رمان سبک دنباله‌ای به نام «کلاس نخبگان: سال ۲» توسط شوگو کینوگاسا با تصاویری از شونساکو توموسه نوشته شده است و از ژانویه ۲۰۲۰ تحت عنوان MF Bunko J مدیا فکتوری منتشر شده است. تا فوریه ۲۰۲۲، ۷ جلد و یک جلد کوتاه منتشر شده است. سون سیز انترتیمنت همچنین مجوز رمان سبک دنباله‌ای کلاس نخبگان: سال ۲ را صادر کرده است و ابتدا آن را به صورت دیجیتالی با انتشار فیزیکی در ماه مه ۲۰۲۲ منتشر کرد